# 龍邦集團
龍邦國際興業股份有限公司（英語：Long Bon International Co.,Ltd.），原稱龍邦建設，是一家臺灣的建設公司，成立於1988年。原總部位在臺中市西區台灣大道二段，目前已遷至台北市中正區忠孝西路一段50號9樓（亞洲廣場大樓）。

## 沿革
1988年，朱炳昱邀請羅結、曾鼎煌、陳木村、劉文炳、詹益昇、陳木長等人共同發起設立龍邦；當初資本額為新台幣6,000萬元，主要以興建商業大樓、住宅大樓及透天住宅為主要業務。

## 大事記
- 1988年榮獲全國建築辦公類金獅獎。[3]
- 1991年榮獲全國建築辦公類美屋獎。
- 1992年榮獲全國建築住宅類金獅獎、股票正市掛牌上市。[4]
- 1995年獲得ISO 9002之品質認證，並跨出中部地區，首次到大台北地區推出建案，首個案名為位於目前新北市板橋區的「龍之邦」預售案。
- 1996年榮獲全國建築規劃類金獎。[2]
- 1997年更名為「龍邦開發股份有限公司」，並榮獲中華建築金石獎、全國建築規劃類金獎。
- 1998年榮獲中華建築金石獎、榮獲全國建築規劃類金獎、獲中華民國建築投資業識別標誌殊榮。
- 2000年參與台灣人壽之經營，正式跨足金融保險業[5]，並藉由台灣人壽跨足大陸。陸續在廈門參股君龍人壽，籌設廈門龍邦醫院及合資開發廈門國貿大樓等各項轉投資大陸的相關事業。
- 2013年計畫讓中信金控併購台灣人壽，但後來因股東未形成共識，計畫破局[6]。
- 2015年終於把台灣人壽以1股轉換中信金控1.44股的方式售予中信金控，龍邦開發因此成為中信金控股東[7]。
- 2016年龍邦國際首筆揮軍中國大陸的開發案廈門「國貿金融中心」，北塔樓被中國人壽保險公司以人民幣14.5億元（約新台幣66.7億元）整棟買下[8]。

## 關係企業
- 瑞助營造

- 泰山企業

## 代表作品
- 龍邦富貴天下
- 龍邦世貿大樓
- 龍邦聯合大樓
- 龍邦黎明天下
- 龍邦國寶
- 龍邦大第
- 富貴名門[9]
- 成功大樓
- 龍邦喜事一期
- 龍邦美村
- 五權名店
- 我愛龍邦
- 龍邦富邑
- 龍邦心歡
- 龍邦喜事二期
- 龍邦財經
- 親愛龍邦
- 登峰21
- 太陽海岸
- 龍邦祥和
- 龍邦國宴
- 園林大街
- 桃花源
- 皇家別墅
- 首望龍邦
- 龍邦新苑
- 水荷園
- 龍邦星鑽

## 外部連結
- 龍邦國際興業
- 瑞助營造
- 瑞助阿牛-愛地球日記的Facebook專頁